# Misato (Kodama)
Pour les articles homonymes, voir Misato.
Misato (美里町, Misato-machi) est un bourg du district de Kodama, situé dans la préfecture de Saitama, au Japon.

## Géographie

### Démographie
Au 1er octobre 2013, la population de Misato s'élevait à 11 536 habitants répartis sur une superficie de 33,48 km2.